# Ypsotingis
Ypsotingis is een geslacht van wantsen uit de familie van de Tingidae (Netwantsen). Het geslacht werd voor het eerst wetenschappelijk beschreven door Carl John Drake in 1947.

## Soorten
Het genus bevat de volgende soorten:

- Ypsotingis bakeri Drake, 1958
- Ypsotingis bornea Drake, 1958
- Ypsotingis chlaina Drake & Ruhoff, 1965
- Ypsotingis luzonana Drake, 1958
- Ypsotingis sideris Drake, 1947
- Ypsotingis vicinatis Drake, 1948
- Ypsotingis vicinitas Drake, 1948